# Steve Wynn (entrepreneur)
Pour les articles homonymes, voir Steve Wynn.

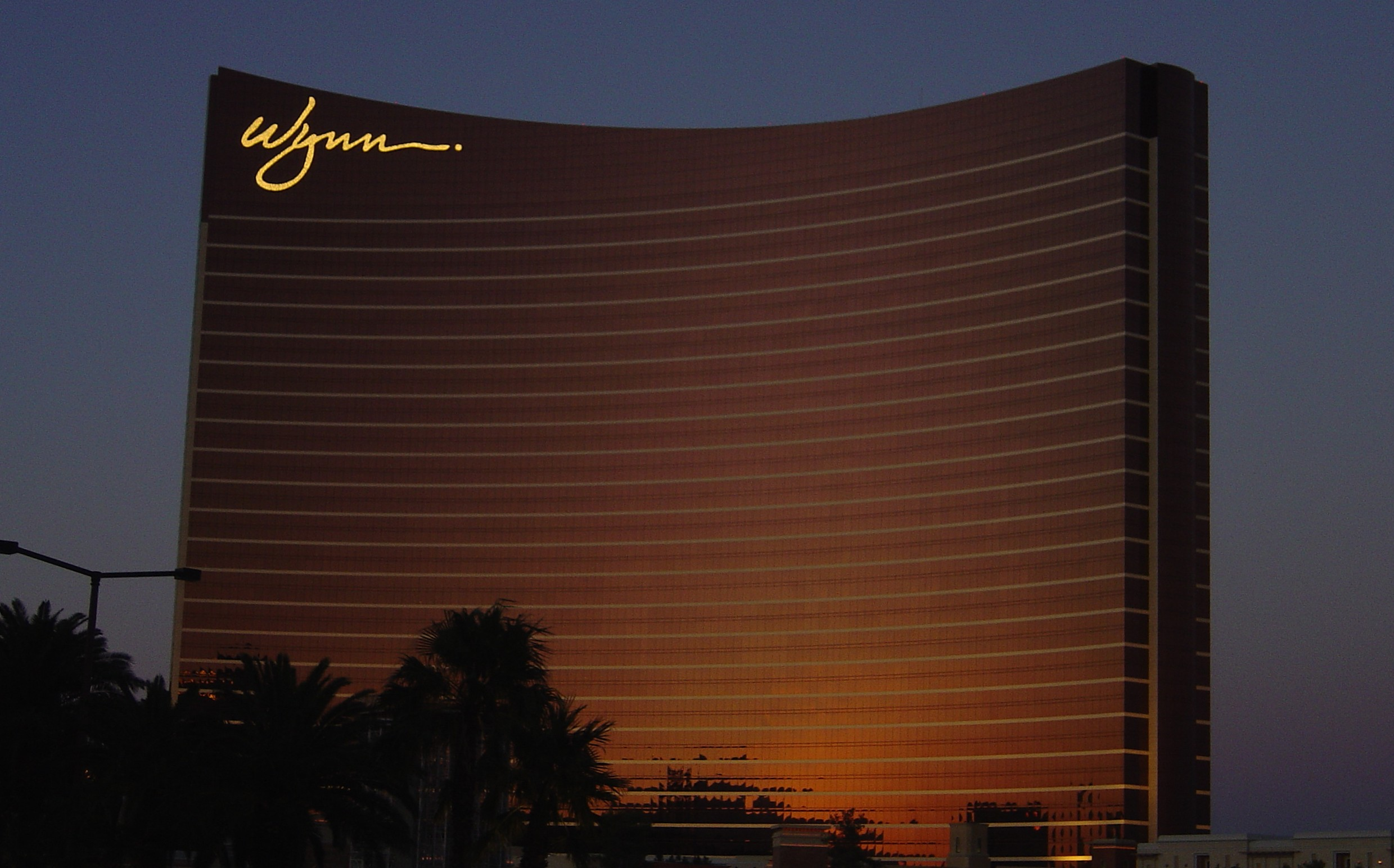
Le Wynn Las Vegas

Stephen Alan Wynn, né le 27 janvier 1942 à New Haven dans le Connecticut, est un entrepreneur américain de casinos, naturalisé monégasque. Il a joué un très grand rôle dans le développement de Las Vegas pendant les années 1990, avec l'apparition du Mirage, du Bellagio, du New Frontier ou encore du Golden Nugget.
Wynn est devenu milliardaire en 2004, lorsque la valeur de ses biens a doublé pour atteindre 1,3 milliard USD. Sa fortune, en 2007, est estimée par Forbes à 3,4 milliards de dollars.

## Biographie

### Les débuts, Frontier et Golden Nugget
En 1959, Steve Wynn est diplômé de Manlius Pebble Hill, une école privée pour garçons située à Manlius dans l'État de New York. Le père de Wynn, Michael Weinberg, était propriétaire d'une chaîne d'établissements de bingo dans l'est des États-Unis. Il meurt des complications d'une opération du cœur peu avant que son fils reçoive son diplôme de l'Université de Pennsylvanie, en 1963. À l'université, il étudie la littérature anglaise. Wynn prend la direction des salons de bingo de la famille dans le Maryland. Il réussit à accumuler assez d'argent pour acheter une petite suite dans le New Frontier à Las Vegas, où lui et son épouse, Elaine, ont emménagé en 1967.
Wynn est parvenu à parier ses bénéfices d'une affaire de terrain au début des années 1970 (l'affaire a impliqué deux titans des affaires de casino de Las Vegas, Howard Hughes et le Caesars Palace) afin de posséder un vieux casino du centre-ville, le Golden Nugget (il a également possédé le Golden Nugget à Atlantic City). Wynn rénove et agrandit le Golden Nugget dans le but d'attirer une nouvelle clientèle aisée dans le centre de Las Vegas. Le succès est énorme.

### The Mirage et Bellagio
Wynn avait précédemment pris des intérêts dans divers casinos. Son premier casino principal sur le Strip, The Mirage, a fixé une nouvelle norme pour la taille et la prodigalité, avec des coûts de construction correspondants. The Mirage possède une forêt d'intérieur et un volcan artificiel, avec des chambres de grand luxe. C'était le premier projet de casino dans la conception et la construction desquels Wynn fut impliqué. Financé en grande partie avec des junk bond par Michael Milken, il a été considéré comme une entreprise risquée en raison de son coût et de l'accent mis sur le luxe. En fait, il a été une réussite complète et a fait de Wynn une partie de l'histoire de Las Vegas.
Wynn a agrandi son concept du casino de luxe avec le Bellagio, qui comporte un lac artificiel (The Fountains at Bellagio), une galerie d'art (Bellagio Gallery), un jardin intérieur (The Conservatory) et la Via Bellagio, une zone commerciale de l'hôtel où l'on trouve onze boutiques de luxe. Le Bellagio a ouvert la voie au développement de nouveaux casinos à Las Vegas. Parmi ces derniers, on peut relever The Venetian, le Mandalay Bay Resort and Casino, et le Paris Las Vegas.

### Wynn Las Vegas à présent
Mirage Resorts a été vendu à MGM Grand Inc. en 2000, pour former MGM Mirage. Wynn a établi un nouveau complexe, plus coûteux encore, le Wynn Las Vegas, inauguré sur l'ancien emplacement du Desert Inn le 28 avril 2005.
Wynn a ouvert une concession à Macao, région administrative spéciale de la Chine, qui a une longue histoire du jeu et est le plus grand marché de jeu au monde, ayant surpassé Las Vegas en 2006[réf. nécessaire]. Cette propriété, connue sous le nom de Wynn Macao, a ouvert le 5 septembre 2006.
La nouvelle extension du Wynn Las Vegas, Encore, ouvre le 22 décembre 2008. Encore est situé à côté du Wynn Las Vegas.

### Autres mandats
Wynn a été nommé au comité directeur du John F. Kennedy Center for the Performing Arts par le président George W. Bush, le 30 octobre 2006.

## Activités offshore, paradis fiscaux et proximité avec Donald Trump
Après avoir lâché Obama, Steve Wynn fait partie des conseillers, soutiens, donateurs parfois devenus membres du cabinet de Donald Trump, repéré par le Consortium international des journalistes d'investigation comme hommes d'affaires proches alliés de Trump à Wall Street, et comme bénéficiant des réseaux de paradis fiscaux. Les autres conseillers et/ou donateurs auxquels Donald Trump est également redevable, et qu'il a souvent appelé voire nommé près de lui durant son mandat de président, et étant dans ce cas sont Stephen Schwarzman, Wilbur Ross, les frères Koch, Rex Tillerson, Paul Singer, Sheldon Adelson, Thomas J. Barrack Jr., Gary Cohn, Robert Mercer, Carl Icahn, Geoffrey Harrison Palmer, Randal Quarles. Il est d'ailleurs cité en novembre 2017, avec plusieurs de ces noms, dans les Paradise Papers.

### Vie privée
Steve Wynn souffre d'une rétinite pigmentaire, qui affecte sa vision périphérique et donc son interaction avec les objets qui l'entourent. Pendant la nuit de l'ouverture du Bellagio, Wynn a invité plusieurs personnalités très fortunées pour un dîner, à 2 500 $ le repas, les bénéfices étant reversés à une association de lutte contre la rétinite pigmentaire.
Les ancêtres de Wynn sont juifs. Son vrai nom est Weinberg, qu'il a changé en Wynn.
Sa fille Kevyn a été enlevée en 1993. Il a dû payer 1,45 million USD de rançon pour sa libération. Les ravisseurs ont aussi exigé qu'une Ferrari leur soit livrée à Newport Beach. Cette histoire a été reprise en 2001 dans le film Ocean's Eleven, et dans un épisode de la série Les Experts (CSI: Crime Scene Investigation).

### Accusations d'abus sexuels
En janvier 2018, The Wall Street Journal a annoncé qu'un grand nombre de femmes employées dans les casinos de Wynn à Las Vegas l'accusaient d'abus sexuels commis sur leurs personnes. Wynn a rejeté ces accusations. Dans le même mois, Wynn a démissionné de son poste de président des finances du Comité national républicain. Il avait soutenu Barack Obama lors de l'élection présidentielle de 2008 mais avait ensuite tourné casaque, déçu par ses positions qu'il ne jugeait pas assez pro-business.

## Wynn Art Collection

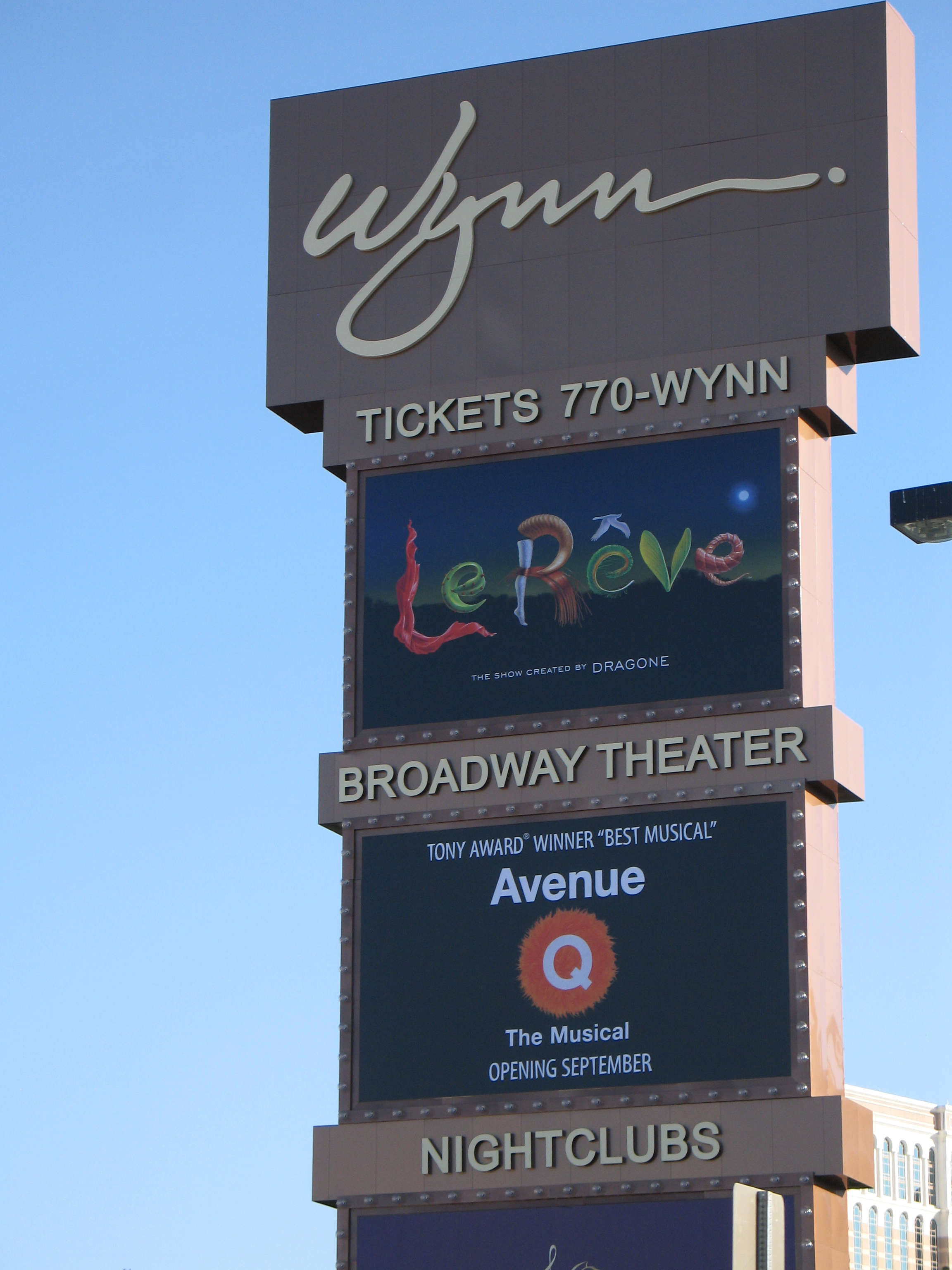

La collection qui se concentre principalement sur les artistes européens et américains du XIXe et XXe siècles, comprend des œuvres d'Édouard Manet, Andy Warhol, Vincent van Gogh, Paul Cézanne et Paul Gauguin. La pièce maîtresse de la collection était Le Rêve, un tableau de Pablo Picasso.

### La déchirure du Picasso
En octobre 2006, Nora Ephron, une scénariste et écrivaine américaine est de passage à Las Vegas. Comme elle loge au Wynn Las Vegas, elle dîne au SW Steakhouse (SW pour Steve Wynn). Pendant le repas, Steve Wynn vient la saluer. Steve est d’excellente humeur car Steven A. Cohen, collectionneur d’art, vient de lui faire savoir qu’il est prêt à racheter pour la somme de 139 millions de dollars le tableau de Picasso intitulé le Rêve, tableau acquis par Wynn en 1997 pour 42,4 millions $ USD, un des prix les plus élevés jamais payés pour un Picasso. C'est une excellente affaire pour Steve Wynn qui est d’autant plus satisfait que le Rêve va devenir de ce fait le tableau le plus cher au monde, battant de 4 millions de dollars le record détenu, depuis le mois de juin, par le Portrait d’Adele Bloch-Bauer, de Gustav Klimt, acheté 135 millions de dollars par Ronald S. Lauder. Steve Wynn est si heureux de son affaire qu’il propose à Nora de se joindre le lendemain à quelques amis pour admirer le chef-d’œuvre une dernière fois, avant son départ pour le Connecticut.
Le lendemain, les amis se retrouvent dans le bureau de l’un des casinos dont Wynn est le propriétaire. Avant d’y entrer, Nora Ephron a pu admirer au détour d’un couloir ou d’une pièce quelques Warhol, Matisse, ou Renoir. Aux murs du bureau de Wynn sont accrochés entre autres deux Picasso, dont le fameux Rêve. À ses invités, Wynn raconte l’histoire de la toile, l’aventure de Pablo Picasso et Marie-Thérèse Walter (la maîtresse du peintre qui servit de modèle au tableau). Il dit notamment que le tableau est divisé en deux parties, dont l’une laisse clairement voir un pénis. Nora Ephron est légèrement gênée. Steve Wynn, lui, continue à raconter l’histoire du tableau auquel il tourne désormais le dos.
Soudain, il fait un mouvement brusque. Il y a eu un bruit terrible, raconte Nora Ephron. « Oh, shit, look what I've done. Thank goodness it was me » (« Oh merde, regardez ce que j’ai fait. Dieu merci c'est moi qui l'ai fait. ») se lamente Steve Wynn. Son coude, en heurtant Le Rêve, a provoqué une déchirure d’environ cinq centimètres. Les invités sont cloués sur place. Steve Wynn leur demande de ne surtout pas répandre la nouvelle.
Après plus de 90 000 $ de frais de réparation, la toile a été vendue en 2013 pour la somme de 155 millions de dollars à Steven A. Cohen.